# Дормілон рудочеревий
Дорміло́н рудочеревий (Muscisaxicola capistratus) — вид горобцеподібних птахів родини тиранових (Tyrannidae). Мешкає в Патагонії і Андах.

## Поширення і екологія
Рудочереві дормілони гніздяться на крайньому півдні Аргентини і Чилі та на Вогняній Землі. Взимку вони мігрують на північ, до Аргентини, Чилі, Болівії і Перу. Вони живуть на помірних луках, в сухих чагарникових заростях, на болотах та серед скель. Зустрічаються на висоті до 4000 м над рівнем моря.